# Тинвалд
Тинвалд (пол. Tynwałd, нім. Tillwalde) — село в Польщі, у гміні Ілава Ілавського повіту Вармінсько-Мазурського воєводства.
Населення — 291 особа (2011).
У 1975-1998 роках село належало до Ольштинського воєводства.

## Демографія
Демографічна структура станом на 31 березня 2011 року:
|          | Загалом | Допрацездатний вік | Працездатний вік | Постпрацездатний вік |
| -------- | ------- | ------------------ | ---------------- | -------------------- |
| Чоловіки | 154     | 41                 | 101              | 12                   |
| Жінки    | 137     | 34                 | 78               | 25                   |
| Разом    | 291     | 75                 | 179              | 37                   |